# 西螺線
西螺線（せいらせん、シーレイシェン）はかつて台湾雲林県虎尾鎮と西螺鎮を結んでいた台湾糖業鉄道の路線。虎尾糖廠が運営していた。
2017年、蔡英文政権における公共インフラ投資事業『前瞻基礎建設計画』で当路線の一部と馬公厝線、斗南線を復活させ、台湾高速鉄道の雲林駅と虎尾駅や斗南駅方面へ直結する観光鉄道計画が始動している。

## 路線データ
- 経営管轄：台湾糖業股份有限公司
- 路線距離（営業キロ）：15.6km
- 軌間：762mm（北港線供用区間は1,067mmとの3線軌道）
- 駅数：17駅（起終点駅含む。）
- 複線区間：なし（全線単線。虎尾～北渓厝は北港線、馬公厝線との単線並列となる複線）
- 電化区間：なし（全線非電化）

## 沿革
元は現在の雲林県濁水渓南岸一帯に開発された大日本製糖（日糖）によるサトウキビ農園と(p38)、虎尾製糖所の輸送を兼ねた貨客混合輸送から開始した。最初の10年（1910-1919年）で旅客数は10倍以上となり、1日平均約1,000人（年間約35万人）の輸送人員があったが、1920年以降は総督府の私設鉄道政策による過当競争や物価上昇に伴う運送費用増加、乗合バスの台頭で大きく落ち込んだ(pp55-57)。1930年代になると国際観光局による観光旅行が推奨され、1935年の台湾博覧会に合わせて日本人の渡航者向けに官鉄（総督府鉄道）との周遊切符が発売されるようになり、沿線でも西螺街、虎尾街などが行楽地として日本語でも紹介され、北港朝天宮が1938年の皇民化政策本格化までは参拝客で賑わうようになったが、輸送人員の凋落は止まらず、1937年には10万人強まで減少した(pp76)、。日中戦争の激化で台湾でもガソリンの統制が始まり、自動車輸送が縮小するのを尻目に1941年には40万人を超えるなど再度ピークを迎えた(p81)。
農産物輸送では初期は濁水渓の氾濫などで収穫量自体の変動が大きかったが、第一次世界大戦に伴う穀物価格の高騰で輸送量が増大、1919年にはピークを迎え西螺・北港・斗南の日糖3線で28,017トンに達した。1930年代の自動車の台頭でその後21,773トンまで大きく落ち込んだが、蓬萊米の日本への旺盛な輸出需要でコメ輸送に限ると1939年に40,000トンを記録するなど急成長を遂げた(pp61-62)。
その他にも1920年代は嘉南大圳整備のため、1930年代は道路整備に伴って砂利石輸送専用線が整備されるなど貨物輸送は多角化していった(pp72-73)。
1943年、日本軍の陸軍中将だった遠藤三郎の提唱により、日本軍は台湾を不沈空母とすべく濁水渓流域に3つの飛行場を整備した。当路線付近に虎尾飛行場（戦後の虎尾空軍基地）が建設され、戦時中は軍事輸送も担うことになった。サトウキビから精製されるエタノールの生産も盛んだったが、戦時体制により軍事物資として1930年代で2倍以上に増産された。また、砂利運搬も飛行場造成のため再び急増することになった(pp82-86)。
戦後は空襲で壊滅的打撃を受けた虎尾・渓州・渓湖の工場も1947年末に再建され、当路線も台糖の管轄下となった(p91)。中華民国政府の要請で南北平行予備線の計画が始動すると、北方で西螺大橋を含む4kmの新線竣工により渓墘厝で渓州糖廠田林線と連結された。旅客輸送もバス事業者の台西客運との競争で劣勢になり1970年で旅客営業が休止となった。貨物輸送もモータリゼーションの発達に抗えず、斗南線虎尾鉄橋流失など数々の水害も重なったこともあり、1979年に西螺大橋区間で、1984年には西螺線区間でも軌道を撤去し虎尾糖廠の営業範囲を縮小していった(pp113-117)。

## 年表
- 1911年（明治44年）9月10日 - 大日本製糖営業線として五間厝（現・虎尾） - 西螺間が開業、途中駅は田尾、二崙仔[4]。
- 1913年（大正2年）12月6日 - 西螺駅移転、田尾から支線の崙背線が開業[5](p326)。
- 1916年（大正5年）11月17日 - 埒内駅開業[6]
- 1927年（昭和2年）8月9日 - 永定厝駅開業[7]。
- 1934年（昭和9年）11月 - 虎尾飛行場建設に伴い田尾以南が現行ルートとなる[8]。
- 1936年（昭和11年） - 虎尾飛行場（現・虎尾空軍基地（中国語版））開設。
- 1945年（昭和20/民国34年）11月 - 台湾内の事業者を全て接収し、台湾糖業公司の一括運営となる。
- 1953年（民国42年）4月25日 - 西螺大橋開通、南北平行予備線の一部となる[9]。
- 1954年（民国43年） - 渓州糖廠（中国語版）を操業停止、渓湖糖廠に統合[10]。
- 1970年（民国59年）3月1日 - 全線で旅客営業停止、田尾以南は崙背線となる[11]。
- 1979年（民国68年） - 西螺大橋の軌道撤去。
- 1984年（民国73年） - 田尾以北の軌道撤去。
- 2004年（民国93年） - 中部科学工業園区雲林虎尾園区（中国語版）造成に伴い2003～2004シーズンのサトウキビ列車運行を最後に園内の崙背線軌道を撤去。

## 駅一覧

### 旧ルート
| 路 線    | 駅名   | 駅名         | 駅名             | 駅間 キロ | 虎尾 からの 営業 キロ | 接続路線・備考                              | 所在地 | 所在地 |
| 路 線    | 日本語 | 繁体字中国語 | 英語             | 駅間 キロ | 虎尾 からの 営業 キロ | 接続路線・備考                              | 所在地 | 所在地 |
| -------- | ------ | ------------ | ---------------- | --------- | --------------------- | ------------------------------------------- | ------ | ------ |
| 西 螺 線 | 虎尾駅 | 虎尾車站     | Huwei            | 0.0       | 0.0                   | 北港線、斗南線、 （専用線）馬公厝線、竹圍線 | 虎尾鎮 | 雲林県 |
| 西 螺 線 | 埒内駅 | 埒內車站     | Rachinai (Lenei) | 3.6       | 3.6                   | 1916年11月17日開業                          | 虎尾鎮 | 雲林県 |
| 西 螺 線 | 田尾駅 | 田尾車站     | Dempi (Tianwei)  | 4.2       | 7.8                   | 崙背線 1911年9月10日開業                    | 二崙郷 | 雲林県 |

### 新ルート
| 路 線    | 駅名         | 駅名           | 駅名                | 駅間 キロ   | 虎尾 からの 営業 キロ (下段は 1934年 まで)             | 接続路線・備考                                                      | 所在地 | 所在地 |
| 路 線    | 日本語       | 繁体字中国語   | 英語                | 駅間 キロ   | 虎尾 からの 営業 キロ (下段は 1934年 まで)             | 接続路線・備考                                                      | 所在地 | 所在地 |
| -------- | ------------ | -------------- | ------------------- | ----------- | ------------------------------------------------------ | ------------------------------------------------------------------- | ------ | ------ |
| 北 港 線 | 虎尾駅       | 虎尾車站       | Huwei               | 0.0         | 0.0                                                    | 北港線、斗南線、崙背線、南北平行予備線、 （専用線）馬公厝線、竹圍線 | 虎尾鎮 | 雲林県 |
| 北 港 線 | 虎尾糖廠     | 虎尾糖廠       | Huwei Sugar Factory |             |                                                        | 北港線、斗南線、崙背線、南北平行予備線、 （専用線）馬公厝線、竹圍線 | 虎尾鎮 | 雲林県 |
| 北 港 線 | 後壁寮駅     | 後壁寮招呼站   | Houbiliao           | 1.2         | 1.2                                                    |                                                                     | 虎尾鎮 | 雲林県 |
| 北 港 線 | 馬公厝線起点 | 馬公厝線起点   | 馬公厝線起点        |             |                                                        | 北港線と分離                                                        | 虎尾鎮 | 雲林県 |
| 西 螺 線 | 馬公厝線起点 | 馬公厝線起点   | 馬公厝線起点        |             |                                                        | 北港線と分離                                                        | 虎尾鎮 | 雲林県 |
| 廉使駅   | 廉使招呼站   | Lianshi        | 0.9                 | 2.1         | 崙背線、高鉄雲林への連絡線（計画中）                   |                                                                     | 虎尾鎮 | 雲林県 |
| 北渓厝駅 | 北溪厝招呼站 | Beixicuo       | 1.1                 | 3.2         | 旧称：小野澤 馬公厝線、龍巖線、崙背線                  |                                                                     | 虎尾鎮 | 雲林県 |
| 墾地駅   | 墾地車站     | Kendi          | 1.5                 | 4.7         | 崙背線                                                 |                                                                     | 虎尾鎮 | 雲林県 |
| 湳仔村駅 | 湳仔村車站   | Nanzai Village | 2.8                 | 7.5 (7.8)   | 旧称：田尾 1911年9月10日開業 崙背線                    | 二崙郷                                                              |        | 雲林県 |
| 二崙駅   | 二崙車站     | Erlun          | 2.6                 | 10.1 (10.4) | 旧称：二崙仔 1911年9月10日開業                         | 二崙郷                                                              |        | 雲林県 |
| 永定厝駅 | 永定厝車站   | Yongdingcuo    | 2.0                 | 12.1 (12.4) | 1927年8月9日開業                                       | 二崙郷                                                              |        | 雲林県 |
| 埔心駅   | 埔心車站     | Puxin          | 2.0                 | 14.1        |                                                        | 西螺鎮                                                              |        | 雲林県 |
| 西螺駅   | 西螺車站     | Xiluo          | 1.5                 | 15.6 (15.9) | 西螺南州線（水尾線、南北平行予備線） 1911年9月10日開業 | 西螺鎮                                                              |        | 雲林県 |